# Цензура в СРСР
Цензура в СРСР — контроль радянських та партійних органів СРСР над змістом та розповсюдженням інформації, в тому числі друкованої продукції, музичних і сценічних творів, творів образотворчого мистецтва, кінематографічних та фотографічних творів, передач радіо та телебачення, з метою придушення всіх джерел інформації, альтернативних офіційним, обмеження або недопущення розповсюдження ідей та інформації, які вважалися шкідливими або небажаними.
Система загальної політичної цензури включала різні форми та методи ідеологічного та політичного контролю — поряд з прямими (заборона публікації, цензорським втручання, відхиленням рукописів) застосовувалися найрізноманітніші непрямі методи, що відносяться до кадрової, видавничої, гонорарної політики.
Функції цензурного контролю були покладені на спеціальні державні установи. Цензура контролювала всі внутрішні офіційні канали поширення інформації: книги, періодичні видання, радіо, телебачення, кіно, театр, тощо, інформацію, що надходить ззовні (глушіння зарубіжних радіостанцій, які ведуть мовлення на мовах народів СРСР, скрупульозний контроль друкованої продукції зарубіжних ЗМІ на предмет «антирадянщини»). Також широко була поширена і самоцензура.
Цензура в СРСР носила в першу чергу ідеологічний характер. Дослідники відзначають, що радянська цензура, зокрема, не перешкоджала показу сцен насильства, якщо вони відповідали поточним ідеологічним установкам — наприклад, демонстрували знищення ворогів радянської влади або викривали звірство ворога.
Основним об'єктом цензури були так звана «антирадянська пропаганда» (до якої включалося все, що не відповідало поточним ідеологічним установкам), військові та економічні секрети (наприклад, інформація про місця ув'язнення і географічні карти), негативна інформація про стан справ у країні (катастрофи, економічні проблеми, міжнаціональні конфлікти, негативні соціальні явища, тощо), будь-яка інформація, яка могла викликати небажані алюзії.
Більшість дослідників відзначає тотальний характер радянської цензури і повне підпорядкування цензурних органів Комуністичный партії Радянського Союзу
. Правозахисники стверджували, що цензурна практика порушує міжнародні зобов'язання СРСР.
Існують різні думки щодо існування цензури науково-технічної інформації. Високопоставлений співробітник Главліту Володимир Солодін стверджував, що «цензура ніколи не контролювала технічну літературу і літературу наукову», проте ряд дослідників пише, що заборонам і цензурі піддавалися цілі напрямки в таких науках, як ядерна фізика, психологія, соціологія, кібернетика, біологія, генетика. Крім того, заборонам були піддані твори окремих авторів незалежно від їх форми і змісту.
На думку фахівця з інформаційної безпеки Н. В. Столярова, в СРСР мала місце «презумпція державної секретності» та «відчуження інституту секретності від суспільства». В результаті функціонування цього інституту «не піддавалося серйозному критичному аналізу».

## Історія

### Історичні передумови

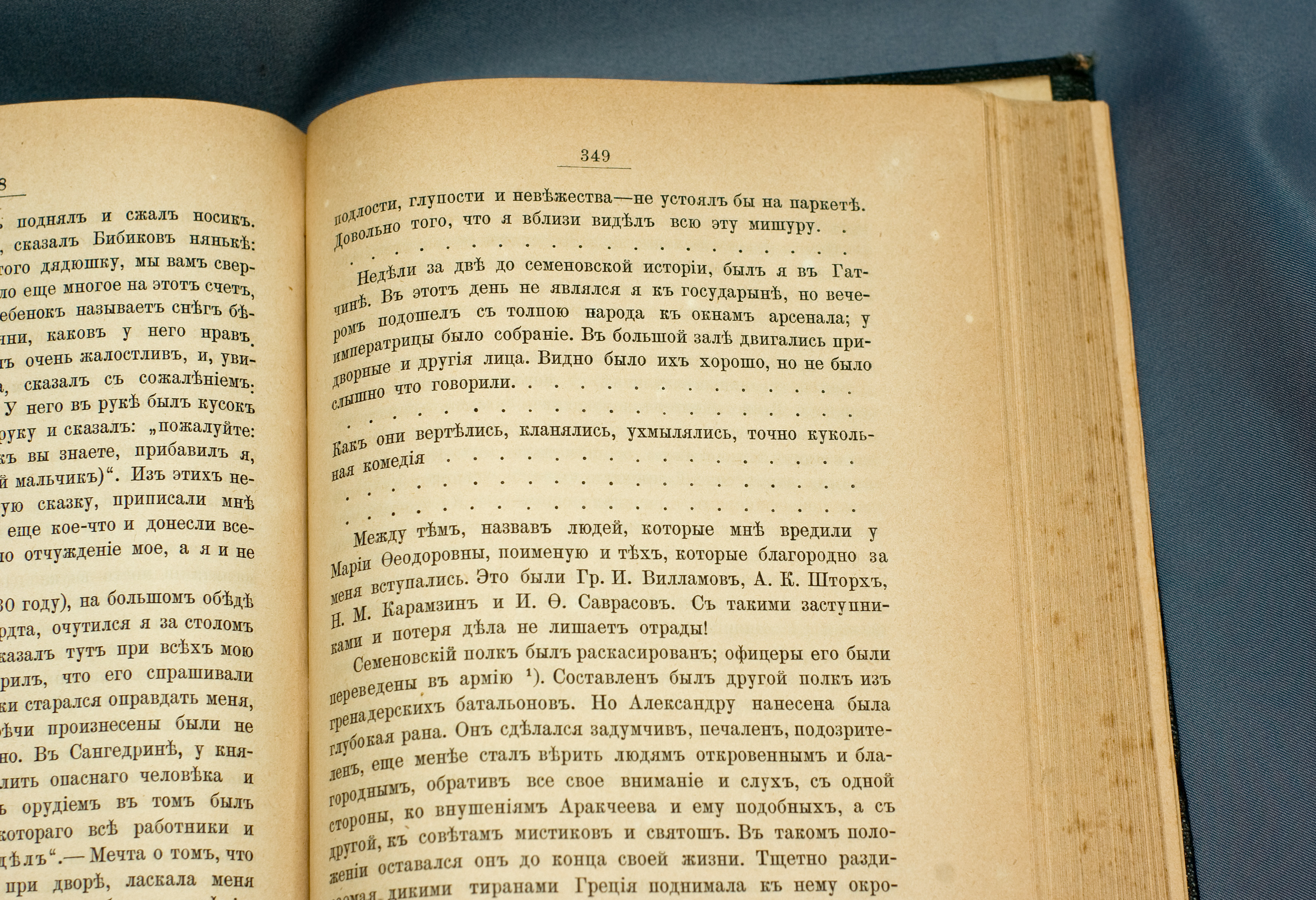
Приклад дореволюційної цензури. Книга Н. І. Греча «Записки мого життя», СПб, 1886, стор 349. Зацензуровані місця замінено крапками

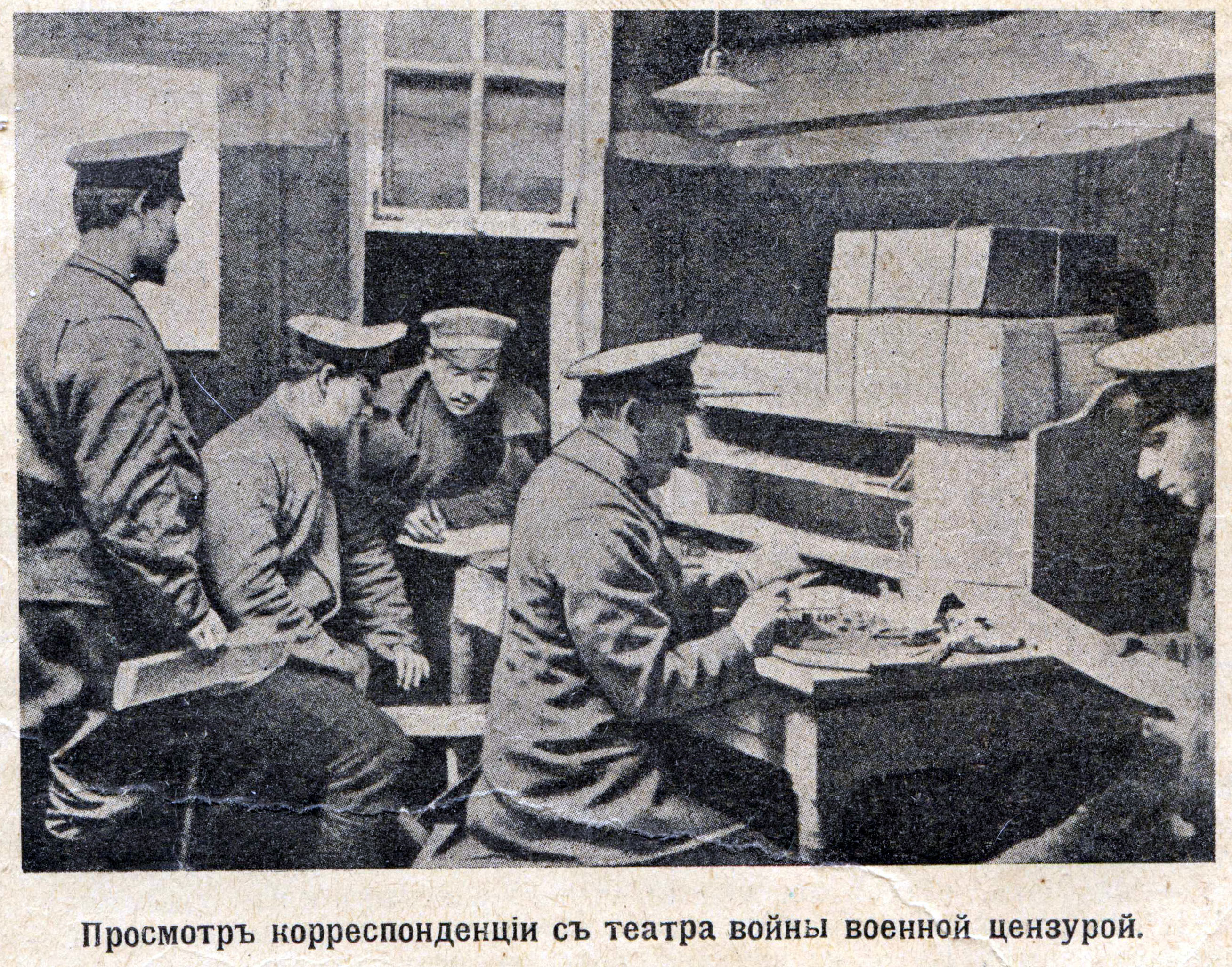
Перегляд листів військовою цензурою російської армії. 1915

Заборона на читання певних книг з'явилася ще на Русі, починаючи з Хрещення Русі (перший «Список відречених книг», що зберігся, датується 1073 роком).
Власне цензура, спочатку релігійна, а потім і світська, існувала в Росії з другої половини XVI століття, коли з'явилося книгодрукування.
До останньої чверті XVIII століття фактично існувала монополія держави на друк книг
. «Епохою цензурного терору», або «похмурим семиріччям», називають останні роки царювання Миколи I — 1848—1855. Арлен Блюм писав, що є багато спільного між методами цензури цього періоду і методами комуністичної цензури.
Одним з найбільш іменитих викривачів цензури того часу був М. Є. Салтиков-Щедрін. Незважаючи на всі перепони, в 1901—1916 роках в Росії друкувалося 14 тисяч періодичних видань, з них 6000 в Санкт-Петербурзі і в Москві. Як пише професор П. С. Рейфман, цензура в дореволюційній Росії була суворою, але «в Радянському Союзі вона придбала нову якість, стала всеосяжною, всесильною».

## Знищення друкованих матеріалів
Радянський уряд массово знищував дореволюційні та іноземні книжки та журнали з бібліотек. Тільки «спеціальне зібрання» (Відділ спеціального зберігання (СРСР)), яке було доступне тільки за дозволу КДБ, містило старі та політично «неправильні» матеріали. Радянські книжки та журнали теж із часом прибирали з бібліотек.
Після арешту Лаврентія Берії всі підписники другого видання Великої радянської енциклопедії отримали листа з проханням вирізати сторінку зі статтею про Берію, та замінити її на статтю про Берингову протоку, що додавалася до листа.

## Цензура в період«застою»

### Цензура проти інтелігенції
Якщо брежнєвський період «застою» характеризувався стабільністю в політичній системі, то в житті суспільства в той же період відбувалися важливі зміни (зростання рівня освіти, інтенсивна урбанізація, виникнення нових професійних «ніш» Ці процеси сприяли зародженню різних форм інакомислення — від більш явних (правозахисники) до більш прихованих (неформальні течії).
Таким чином, державний апарат зіткнувся з новими формами інакомислення, а радянська цензура, використала всі ще досить застарілих методів роботи, виявлялася нездатною до боротьби проти нових культурних явищ: їх треба було нейтралізувати більш ефективно. Дійсно, специфіка історії російської держави полягає в тому, що вона від автократичної форми правління перейшла до тоталітаризму, що не зазнавши тих трансформацій, яких зазнали західні демократії протягом більше ста років і які в Європі і США супроводжували освіту сучасної модерної держави.
Тому за часів «застою», коли антагонізм, який виник між державним апаратом і освіченим суспільством (або, у всякому разі, найбільш незалежною його частиною), стало приховувати вже неможливо, цензура не мала накопиченого в США і Західній Європі досвіду застосування технік і практик, орієнтованих скоріше на нагляд (контроль), ніж на покарання.
У 1970-х роках радянська державна компартійна влада вирішилося на часткову реорганізацію цензурної системи. Якщо раніше цензура будувалася за принципом піраміди, де верхівкою був ідеологічний відділ ЦК КПРС, якому підпорядковувалися Головліт і КДБ, то тепер система стала дещо децентралізованої: деякі функції Головліту перейшли до інших контрольних інститутів, таких, як творчі Спілки — Спілка письменників СРСР (і відповідна її національні філії у республіках), Спілка журналістів, Спілка композиторів, Спілка художників, Спілка кінематографістів та інші.. Тепер цензурний інститут поєднував традиційні інквізиторські заходи з «м'якої лінією» — діями превентивного характеру, які дозволяли контролювати нові суспільні тенденції шляхом їх «мирної» нейтралізації.

### Цензура і війна в Афганістані
Аж до другої половини 1980-х років в радянських засобах масової інформації публікувалися вкрай скупі повідомлення про участь Радянської Армії в бойових діях на території Афганістану. Наприклад, згідно з переліком дозволених для публікації свідчень, розробленим у 1985 році міністерствами оборони і закордонних справ СРСР, центральні ЗМІ могли повідомляти «окремі поодинокі факти (не більше одного в місяць) поранень або загибелі радянських військовослужбовців при виконанні військового обов'язку, відбитті нападу бунтівників, виконання завдань, пов'язаних з наданням інтернаціональної допомоги афганському народу». Цей же документ забороняв публікацію у відкритих виданнях інформації про участь у бойових діях радянських підрозділів від роти і вище, про досвід бойових дій, а також проведення прямих телерепортажів з поля бою.

### Глушіння зарубіжних радіостанцій
У 1940-х роках, у зв'язку з початком роботи зарубіжних радіостанцій, які ведуть мовлення російською мовою та мовами народів СРСР (Радіо «Свобода», Голос Америки, Німецька хвиля, Російська служба Бі-бі-сі та інших), непідвладних обмеженням радянської цензури, а також появою у населення великої кількості короткохвильових радіоприймачів, в СРСР стало застосовуватися масове глушіння цих радіостанцій з допомогою потужного радіоелектронного обладнання («глушилок»). Радянська мережа радіоглушіння була найпотужнішою у світі.
«Відомості з питань радіозахисту від ворожої пропаганди і використання відповідних радіотехнічних засобів» відносилися до державної таємниці. Напередодні відкриття Олімпійських ігор в Москві у 1980 році в журналі «Олімпійська панорама» цензор виявив панорамний знімок з майже непомітною вишкою «глушилки» в районі Філей. І хоча фото було зроблено із загальнодоступного оглядового майданчика Ленінських гір, звідки іноземці фотографували цю панораму кожен день, цензор дозволив випуск тільки після видалення вишки з ілюстрації.
Ще одним зі способів обмеження доступу радянських громадян до інформації «ззовні» було обмеження виробництва радіоприймачів з діапазонами хвиль коротше 25 м. Радянські приймачі з цими діапазонами з середини 1950-х рр. йшли здебільшого на експорт і всередині країни продавалися дуже рідко. Тому в СРСР особливо цінувалися імпортні приймачі з КХ діапазонами, а також майстри, які могли перелаштувати приймач на високочастотний діапазон.

### Використання досвіду СРСР обмеження інформації в країнах соцтабору
В країнах Східної Європи також широко використовувався радянський досвід інформаційної блокади. З цією метою була реалізована система заборонних та обмежувальних заходів, від запровадження політичної цензури, ліквідації культурно-інформаційних центрів, бібліотек та інститутів західних країн до заборони вільного пересування іноземних громадян. Особливе значення надавалося глушінню радіостанцій капіталістичних держав, а з 1948 року — і Югославії.
Таким чином правлячі комуністичні партії «прагнули відтворити радянську модель контролю за інформацією й створення інформаційно закритого суспільства».